# 勝利広場 (サンクトペテルブルク)

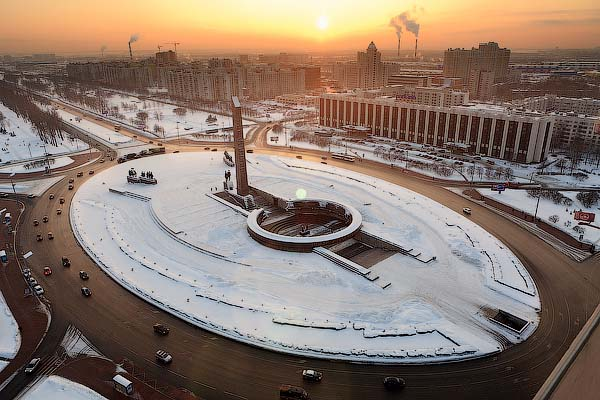
サンクトペテルブルクの勝利広場全景

勝利広場（しょうりひろば、ロシア語: Площадь Победы）は、ロシアのサンクトペテルブルクにある、大祖国戦争（独ソ戦争）の勝利を記念する広場である。南郊外のモスコーフスカヤ大通り（モスクワ方面へのM10幹線道路）にあり、街中からプルコヴォ空港へ行く途中で通過する。 
この広場には「レニングラードの英雄的な防衛に尽くした人たちに捧げる記念碑」がある。

## 参照項目
- レニングラード包囲戦
- 世界の勝利広場